# Real Decreto Ley (Spanien)
Ein Real Decreto-ley (Königliche Gesetzesverordnung) ist in der spanischen Rechtsordnung eine von der (Zentral-)Regierung erlassene Rechtsnorm mit Gesetzesrang und -kraft.
Grundlage ist Artikel 86 der spanischen Verfassung, wonach die Regierung „im Falle außergewöhnlicher und dringender Notwendigkeit“ vorläufige gesetzliche Regelungen in der Form eines Real Decreto-ley erlassen kann.
Wie bei einer Rechtsverordnung im deutschen Recht handelt es sich um ein Gesetz im materiellen Sinn. Allerdings stehen Rechtsverordnungen im deutschen Recht in der Normenhierarchie unter den vom Parlament verabschiedeten Gesetzen (Gesetze im formellen Sinn), während Reales Decretos-leyes in Spanien im selben Rang stehen wie vom Parlament verabschiedete Gesetze.

## Verfahren

### Erlass
Reales Decretos-leyes werden von der Regierung beschlossen, vom König ausgefertigt, vom Ministerpräsidenten gegengezeichnet und im Boletín Oficial del Estado veröffentlicht, womit sie in Kraft treten.

### Befassung des Parlaments
Von der Regierung beschlossene Reales Decretos-leyes sind unverzüglich dem Abgeordnetenhaus zuzuleiten. Dieses hat binnen 30 Tagen nach der Veröffentlichung des Real Decreto-ley über dessen unveränderten Text abzustimmen.
Wird das Real Decreto-ley mit einfacher Mehrheit bestätigt, wird dieser Beschluss im Boletín Oficial del Estado veröffentlicht und damit wird die "vorläufige" Regelung zu einer "endgültigen". Die Rechtsnorm behält aber die Bezeichnung Real Decreto-ley.
Wird das Real Decreto-ley vom Abgeordnetenhaus nicht bestätigt, wird auch dieser Beschluss im Boletín Oficial del Estado veröffentlicht und das Real Decreto-ley ist damit mit sofortiger Wirkung (aber nicht rückwirkend) aufgehoben.
Wird das Real Decreto-ley bestätigt, kann das Abgeordnetenhaus zusätzlich beschließen, dessen Text im Weiteren als Gesetzentwurf der Regierung im Gesetzgebungsverfahren (also unter Beteiligung des Senats) zu behandeln. Das Real Decreto-ley bleibt in diesem Falle also in Kraft und wird nach Abschluss des Gesetzgebungsverfahrens durch das vom Parlament u. U. mit Änderungen beschlossene Gesetz (Ley) ersetzt.

## Voraussetzungen und Grenzen

### Voraussetzung
Voraussetzung für eine Regelung durch Real Decreto-ley ist nach Artikel 86 der Verfassung das Vorliegen eines Falls "außergewöhnlicher und dringlicher Notwendigkeit". Nach der Rechtsprechung des Verfassungsgerichts muss hierfür nicht eine notstandsähnliche Lage gegeben sein, sondern es reicht eine sogenannte "relative Notwendigkeit" im Hinblick auf konkrete Situationen, die aus der schwer vorhersehbaren weiteren Entwicklung ein unmittelbares Tätigwerden in kürzerer Frist erfordern als es ein parlamentarisches Gesetzgebungsverfahren in Anspruch nehmen würde. Hierbei reicht es aus, wenn das Betreiben eines Gesetzgebungsverfahrens die Effektivität der beabsichtigten Regelung in Frage stellen würde. Bei der Beurteilung der Frage, ob die Voraussetzungen des Artikel 86 gegeben sind, steht der Regierung (und in der nachgehenden Befassung dem Abgeordnetenhaus) ein weiter politischer Ermessensspielraum zu; die Überprüfung der Ausübung dieses Ermessens durch das Verfassungsgericht beschränkt sich in erster Linie darauf, ob dieses missbräuchlich oder willkürlich ausgeübt wurde.

### Grenzen
Artikel 86 der Verfassung benennt Materien, die durch eine Regelung durch Real Decreto-ley nicht "betroffen" sein dürfen: die Ordnung der grundlegenden Institutionen des Staates, die in Titel I der Verfassung geregelten Grundrechte, -pflichten und -freiheiten, das Recht der Autonomen Gemeinschaften und das Wahlrecht. Auch dieser Begriff der Betroffenheit wird vom Verfassungsgericht eng ausgelegt. Es genügt beispielsweise nicht jede Betroffenheit eines Grundrechts in irgendeiner Weise, da ansonsten Regelungen durch Real Decreto-ley so gut wie unmöglich würden und dieses von der Verfassung ausdrücklich vorgesehene Instrument weitestgehend entwertet würde.
Neben den nicht ausdrücklich in Artikel 86 benannten Materien gibt es weitere, die aufgrund anderer Verfassungsbestimmungen nicht durch Real Decreto-ley geregelt werden dürfen: Dies sind zum Beispiel alle Materien, für die der Vorbehalt des Organgesetzes gilt, die Zustimmung zu völkerrechtlichen Verträgen oder die Verabschiedung des Haushalts.

## Kontrolle durch das Verfassungsgericht
Da es sich bei Reales Decretos-leyes um Rechtsvorschriften mit Gesetzesrang handelt, können sie Gegenstand eines verfassungsgerichtlichen abstrakten Normenkontrollverfahrens sein. Hat ein Gericht Zweifel an der Verfassungsmäßigkeit eines Real Decreto-ley hat es die Frage dem Verfassungsgericht zur Entscheidung vorzulegen (konkrete Normenkontrolle), da nur dieses dazu berufen ist, die Verfassungswidrigkeit von Rechtsvorschriften im Rang eines Gesetzes festzustellen.
Im Rahmen der Normenkontrolle überprüft das Gericht auch, ob die Voraussetzungen des Artikel 86 vorlagen und dessen Grenzen eingehalten sind. Ist dies nicht der Fall, kann dies – selbst wenn das Real Decreto-ley vom Abgeordnetenhaus bestätigt wurde – zu dessen Verwerfung als verfassungswidrig führen.

## Praktische Bedeutung
Auch aufgrund des großzügigen Maßstabs, den das Verfassungsgericht bei der Überprüfung der Voraussetzungen und Grenzen des Artikel 86 der Verfassung anlegt, wird das Instrument des Real Decreto-ley in der Verfassungswirklichkeit von der spanischen Regierung relativ häufig in Anspruch genommen.
Seit 2000 wurde die folgende Zahl von staatlichen Gesetzen (inkl. Organgesetzen) und Reales Decretos-leyes veröffentlicht:
| Jahr | Gesetze/Organgesetze | Reales Decretos-leyes |
| ---- | -------------------- | --------------------- |
| 2000 | 23                   | 10                    |
| 2001 | 32                   | 16                    |
| 2002 | 63                   | 10                    |
| 2003 | 82                   | 7                     |
| 2004 | 6                    | 11                    |
| 2005 | 36                   | 16                    |
| 2006 | 52                   | 13                    |
| 2007 | 72                   | 11                    |
| 2008 | 6                    | 10                    |
| 2009 | 32                   | 14                    |
| 2010 | 53                   | 14                    |
| 2011 | 50                   | 20                    |
| 2012 | 25                   | 29                    |
| 2013 | 36                   | 17                    |
| 2014 | 44                   | 17                    |
| 2015 | 64                   | 12                    |
| 2016 | 2                    | 7                     |
| 2017 | 13                   | 21                    |
| 2018 | 16                   | 28                    |
| 2019 | 8                    | 18                    |

Seit Inkrafttreten der Verfassung von 1978 kam es nur in vier Fällen dazu, dass das Abgeordnetenhaus ein Real Decreto-ley nicht bestätigt und damit aufgehoben hat.

## Decretos-leyesder Autonomen Gemeinschaften
Entsprechende Rechtsakte der Regierungen der Autonomen Gemeinschaften (Regionen) werden nicht vom König ausgefertigt und tragen die Bezeichnung Decreto-ley.

## Unterschied zuReal Decretound zumReal Decreto Legislativo
Die spanische Rechtsordnung kennt zwei weitere Instrumente mit ähnlicher Bezeichnung: das Real Decreto und das Real Decreto Legislativo.
Das Real Decreto steht anders als das Real Decreto-ley in der Normenhierarchie unterhalb der Gesetze.
Das Real Decreto Legislativo hat zwar ebenso wie das Real Decreto-ley Gesetzeskraft und -rang. Allerdings wird beim Real Decrteo-ley die Regierung von sich aus tätig, zieht also die Gesetzgebung zum Erlass einer vorläufigen Regelung an sich. Beim Real Decreto Legislativo hingegen wird die Regierung durch Gesetz zu deren Erlass ermächtigt, das Parlament delegiert in diesem Falle also die Gesetzgebung an die Regierung.